# マアレ・アドゥンミーム
マアレ・アドゥンミーム（ヘブライ語: מעלה אדומים, Ma'ale Adummim）は、ヨルダン川西岸地区（ユダヤ・サマリア地区）にあるイスラエルの都市（ユダヤ人入植地）である。

## 概要
名称は「赤い上り坂」を意味するヘブライ語である。ヨルダン川西岸 で最大のユダヤ人入植地で1976年から建設が始まる。2005年現在で32,000人の人口を有する。

## 歴史
エリコとエルサレムを結ぶ道で、エリコの南西約10kmに位置する坂である。古い時代から商業道路として重要な役割を果たして来た。ユダ部族の相続地の北の境界の一部であり、ベニヤミン族の相続地の南の境界にある。ゲリロテの位置を確認するために『ヨシュア記』 18：17 に登場している。ダビデの建設した都市の一つ。

## 政治
聖地エルサレムの東隣に隣接することから、イスラエルはこの地を戦略的要衝と位置付け、エルサレムとの統合の一環としての併合も視野に入れている。
2005年8月、当時のシャロン政権はガザからの全面撤退を実現させたが、そのことと反比例するかのようにマアレ・アドゥミームやアリエルといったヨルダン川西岸の主要入植地の規模は拡大されている。
シャロンはマアレ・アドゥミームの領有を「イスラエルが未来永劫保持」と宣言。シャロンの後を引き継いだエフード・オルメルトもこの政策を基本的に踏襲している（カーディーマーは2010年までの国境線画定を公約としている）。

## 産業
ソーダストリームの工場が存在したが、2015年10月、BDS運動家からの圧力により閉鎖された。